# Institut für Sexualwissenschaft

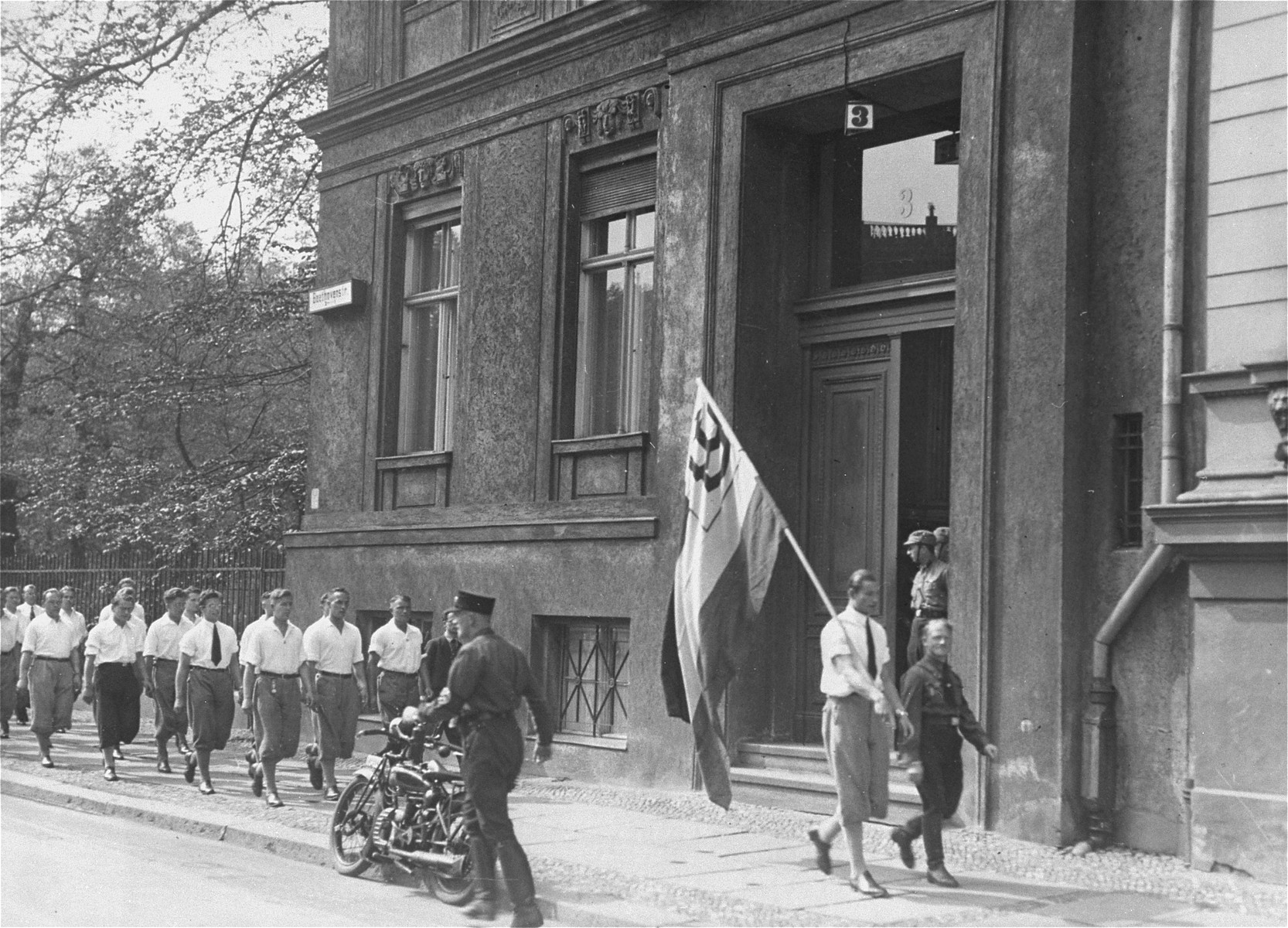
Studenten der Deutschen Hochschule für Leibesübungen vor dem Institut vor der Plünderung am 6. Mai 1933

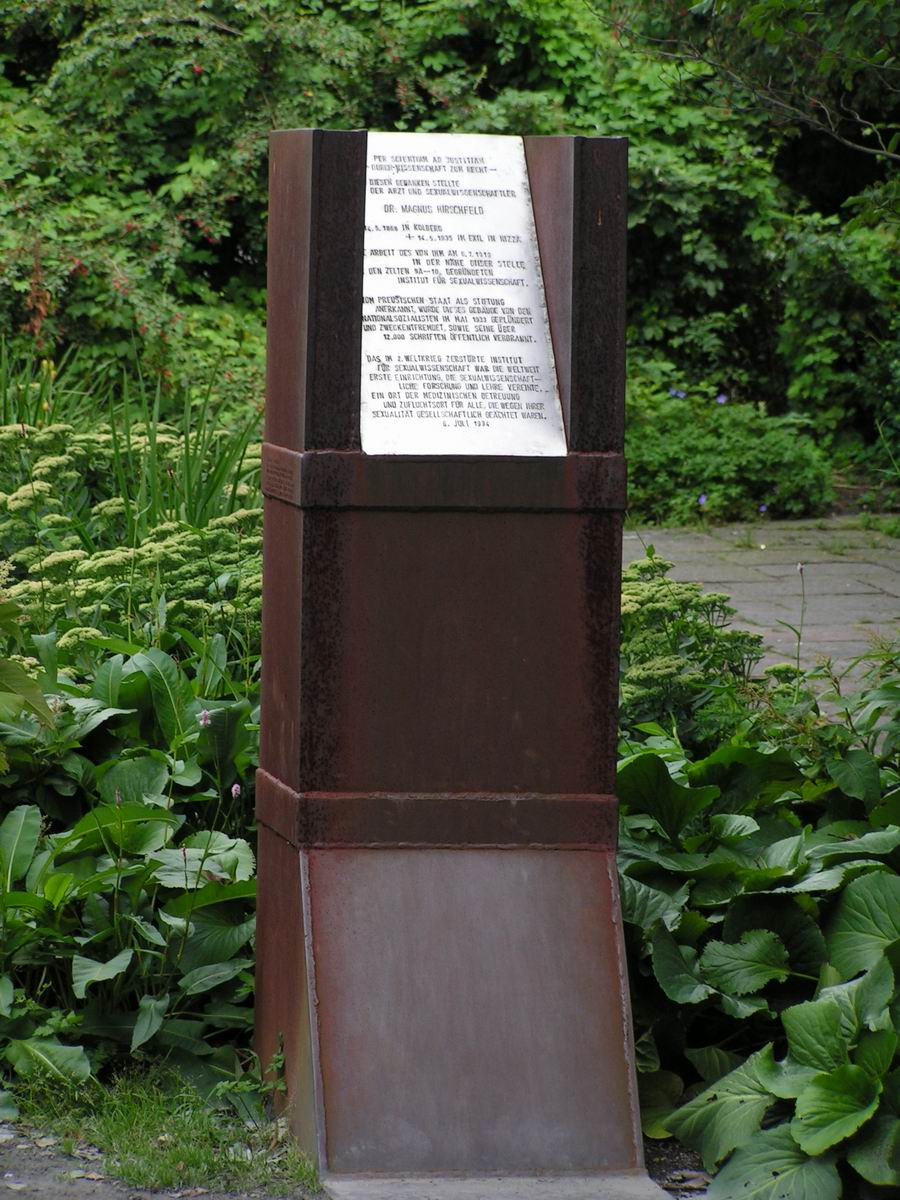
Gedenktafel im Tiergarten

Das Institut für Sexualwissenschaft war von 1919 bis 1933 ein privates Institut in Berlin-Tiergarten, das von Magnus Hirschfeld gegründet wurde, um wissenschaftliche Forschung zum Sexualleben zu fördern. Es war das weltweit erste Institut dieser Art und spielte eine bedeutende Rolle in der Geschichte der Homosexuellenbewegung. In der Praxis war es zudem eine Anlaufstelle für Menschen in Not und eine Beratungsstelle.

## Struktur und Organisation
Eine wissenschaftliche Forschungsstätte sollte das Institut dem Anspruch nach sein, eine wissenschaftliche Einrichtung ist es aber entgegen Hirschfelds Wunsch und Stiftungsbestimmungen nicht geworden. In erster Linie war es eine ambulante Einrichtung zur Beratung bei Sexualproblemen und zur Untersuchung, Begutachtung und Behandlung sämtlicher Sexualstörungen. Als Archiv zur Sammlung, Sichtung und Bearbeitung sowie Museum zur Demonstration sexualwissenschaftlicher Publikationen und sonstiger einschlägig relevanter Dokumente aller Art war es ein Anziehungspunkt im Berlin der „Goldenen Zwanziger“. Für die Fortbildung von Ärzten diente es als Lehr- und Schulungsstätte, für interessierte Laien als Vortragsort, wobei Hirschfeld – wie sein lange wichtigster Mitarbeiter und bis 1926 als Leitender Arzt am Institut tätige Arthur Kronfeld – durch Vortragstätigkeit auch in Volkshochschulen und sonstigen Bildungseinrichtungen von Berlin und weit darüber hinaus wirkte. Weiter war es organisatorischer Mittelpunkt für alle damaligen sexualreformerischen Aktivitäten und Organisationen, ihre Verfechter (wie Max Hodann) und zum Teil auch darüber hinaus. Schließlich war und sollte es auch sein: ein Zufluchtsort für queere Menschen in Not.

## Arbeit
Zu Beginn widmete sich das Institut vor allem Geschlechtskrankheiten, da nach dem Ersten Weltkrieg Soldaten mit verschiedensten Erkrankungen zurückkehrten. Ab Mitte der 1920er wurde schließlich die Bildungsarbeit in den Fokus gerückt. Dazu gehörten Frageabende, bei denen Fragen von Menschen zu ihrer Sexualität anonym beantwortet wurden.
Da Magnus Hirschfeld einer der wenigen Wissenschaftler in Europa war, der sich mit Intergeschlechtlichkeit und Transgeschlechtlichkeit befasste, wurde das Institut auch in dieser Hinsicht bekannt. Schon unmittelbar nach seiner Gründung war das Institut mit entsprechenden Begutachtungen befasst:

„In der Nähe des schlesischen Bahnhofes veranlaßte ein Offiziersstellvertreter die Festnahme des am 13. April 1902 geborenen Grenadiers H. Dieser fiel, obwohl er Uniform trug, so sehr durch sein weibliches Gebaren, die Art, sich zu bewegen, seine hohe Stimme und seine weiblichen Gesichtszüge auf, daß Passanten ihn für ein verkleidetes Mädchen hielten und sich um ihn ein großer Auflauf bildete. Auf Befragen gab H. an, daß er bis zu seinem 17. Lebensjahre von seiner Mutter als Mädchen erzogen worden sei; sein Name sei Trudchen: aus Not habe er sich zum Militär gewendet, sei aber in den letzten Tagen bereits dreimal von der Polizei verhaftet worden, weil man in ihm eine Frau vermutet hätte. Unter Tränen versichere er, daß dies nicht der Fall sei. Er wolle, um nicht wieder in solchen Verdacht zu kommen, so schnell wie möglich seine Soldatenlaufbahn beenden und als Dienstmädchen Stellung suchen, da er sehr gut kochen und jede Hausarbeit verrichten könne. H. wurde darauf von der Polizei der Kommandantur zugeführt, die ihn dem Institut für Sexualwissenschaft überwies.“

Am 5. März 1930 wurde unter Mitwirkung des Instituts an Lili Elbe eine der ersten geschlechtsangleichenden Operationen durchgeführt. Eine weitere bedeutende Rolle nahm das Institut als Gutachtenstelle für Transvestitenscheine und Atteste für Transpersonen ein. Erstere erlaubten das Tragen in der Öffentlichkeit von Kleidung, die mit der Geschlechtsidentität übereinstimmt. Die Atteste hingegen ermöglichten nach medizinischen Feststellung die Änderung des Vornamens so, dass diese die Geschlechtsidentität bestätigen.
Während Hirschfelds Arbeit hinsichtlich Transgeschlechtlichkeit revolutionär war, werden Teile seiner wissenschaftlichen Überlegungen bezüglich sexueller Orientierung heutzutage kritisch betrachtet. So war auch er von den eugenistischen Thesen seiner Zeit und seine Arbeit folglich von Biologismus geprägt.

## Geschichte
Das Institut wurde am 6. Juli 1919 in Berlin-Tiergarten eröffnet und mit seiner Plünderung am 6. Mai 1933 im Zuge der Bücherverbrennungen von Nationalsozialisten vernichtet. Es war das erste und bis nach dem Zweiten Weltkrieg auch das einzige seiner Art. Mit diesem Institut hatte sich Hirschfeld als Arzt und seit dem Ende des 19. Jahrhunderts engagierter Sexualreformer einen früh schon entwickelten und lang gehegten persönlichen Traum erfüllt: entgegen widrigsten Zeitströmungen auch von wissenschaftlicher Seite zur Etablierung einer institutionalisierten Sexualwissenschaft beizutragen und der „Förderung wissenschaftlicher Forschung des gesamten Sexuallebens und Aufklärung auf diesem Gebiete“ einen Ort sowie einen rechtlich geschützten und finanziell gesicherten Rahmen zu verschaffen. Das Institut verfügte von Anfang an über ein Filmatelier, in dem „streng wissenschaftlich und nach rein sachlichen Gesichtspunkten Lehrfilme aus dem Gebiet der Sexualwissenschaft hergestellt“ wurden.

### Im Nationalsozialismus
Ab Mitte der 1920er Jahre wurde das Institut, das zuvor weitgehend akzeptiert und von Politikern besucht wurde, zunehmend durch die Presse als Feindbild dargestellt. Bereits 1920 wurde Hirschfeld aufgrund seiner Aufklärungsarbeit in München niedergeschlagen. Am 6. Mai 1933 plünderten zunächst Studenten und anschließend die Sturmabteilung das Institut. Entwendet wurden dabei vor allem die Werke der Institutsbibliothek, aber auch Forschungsmaterialien und eine Bronzebüste von Magnus Hirschfeld. Am 10. Mai 1933 wurden über 10.000 Werke der Bibliothek anlässlich der Bücherverbrennung in Berlin vernichtet. Einige Werke wurden auktioniert und weitere im Dezember 1934 vom Polizeipräsidenten von Berlin an die Preußische Staatsbibliothek überwiesen. Einige der Werke, die dort katalogisiert wurden, konnten durch eine Sondergenehmigung eingesehen werden.

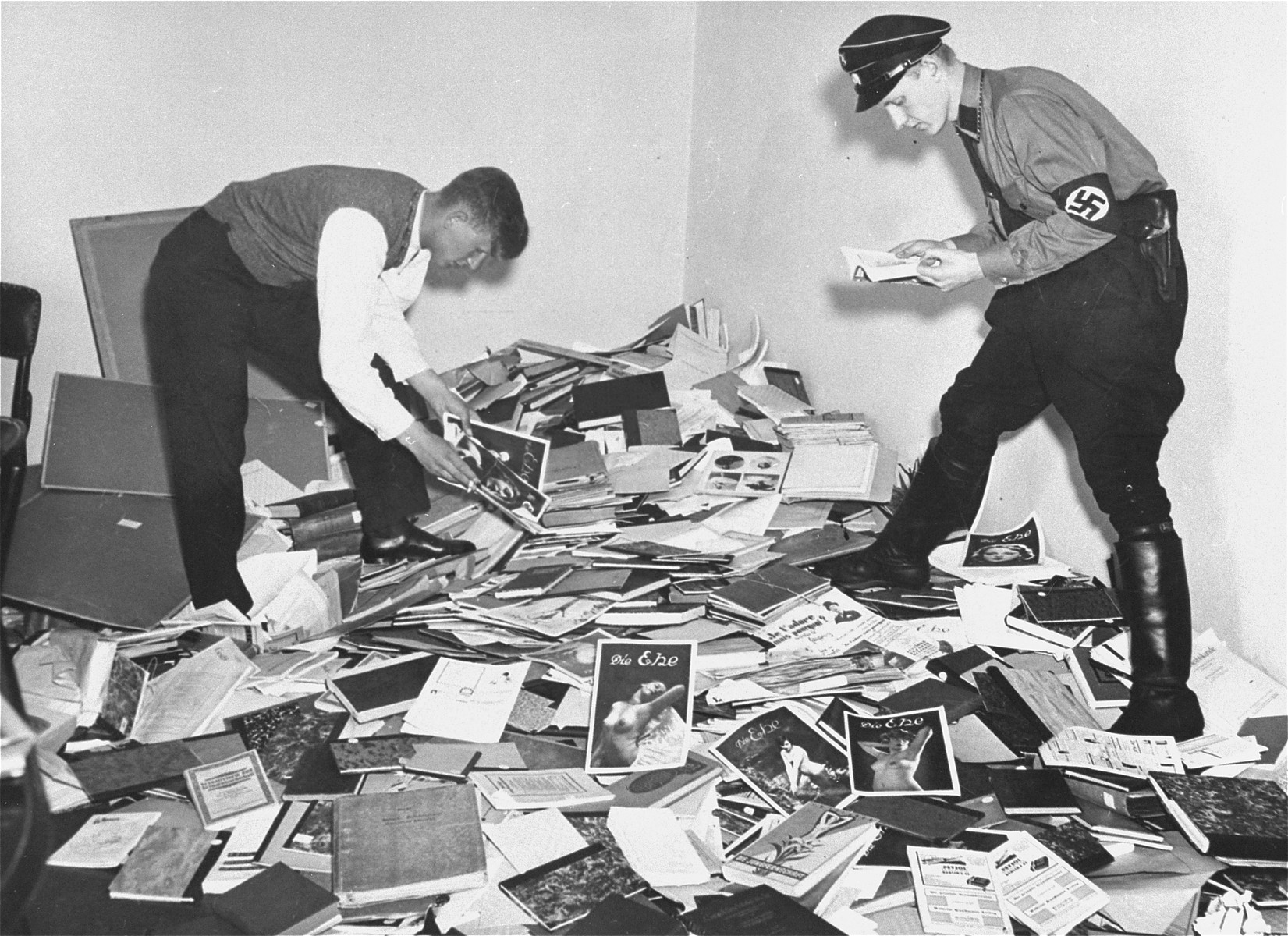
Nazis bei der Sichtung der Bibliothek des Instituts im Zuge ihrer Plünderung

## Vermächtnis
Was bei der Bücherverbrennung am 10. Mai 1933 auf dem Opernplatz verschont blieb und im November von der nachträglichen Zwangsversteigerung des Berliner Finanzamts zur Eintreibung nachberechneter Steuerschulden nicht verscherbelt wurde, ging spätestens bei der Schlacht um Berlin zugrunde. Heute gibt es nicht einmal mehr das von Hirschfeld erworbene und umgebaute Gebäude der ehemaligen Villa Joachim im Berliner Tiergarten, des zeitweiligen Palais de Ville des Fürsten von Hatzfeldt. Es lag an der Ecke Beethovenstraße 3 / In den Zelten 10.
An das Hirschfeld-Institut erinnert nur noch eine Gedenktafel, die 75 Jahre nach seiner Gründung am 6. Juli 1994 in der Nähe des ehemaligen Standorts aufgestellt wurde.
Durch die Zerstörung des Instituts ging für die Gesellschaft und die Wissenschaft bedeutendes Material verloren. Da Sexualwissenschaft als Disziplin heute kaum noch existiert, werden die Erkenntnisse des Institutes und von Hirschfeld heutzutage wenig an Universitäten behandelt.
Am 27. Oktober 2011 wurde die Bundesstiftung Magnus Hirschfeld (BMH) errichtet, welche unter anderem das Ziel verfolgt, an das Institut und die Verfolgung von queeren Menschen im Nationalsozialismus zu erinnern.